# 射门
射門可以理解為一個踢足球的動作或前鋒踢球的技巧。球員向龍門射出足球，主要目標是要將足球踢入龍門之中，謀求為自己的球隊得分。有時射門亦可以是一種戰術，可能只是為了贏得角球或迫令守門員將足球打出，使其落入自己另一隊友的腳下，爭取更佳的入球機會。姑勿論目的是甚麼，往往射門同時會帶動觀眾的情緒，跟隨大喊為球員打氣。

## 各類型的射門
- 遠射，多為禁區外的勁射。
- ，當守門員站得太靠外時使用。
- 曲線射門，又稱香蕉球，分為內彎及外彎，球員在射球時於足球上加了旋转力，可用於繞過人牆。
- 落葉球，足球於半空中左右飄忽，抵達龍門前突然迅速急墜，令守門員難以觸摸其移動路線。
- 撞射，在足球未控定的情況下第一時間射門。令後衛及門將反應不及。
- 鏟射，在足球離身體較前(未及控定的情況下)前接射向龍門。施展鏟射球員未及拉弓，多以腳尖直接撞向皮球底。